# Stanišovský potok
Stanišovský potok je potok v horním Liptově, v jižní části okresu Liptovský Mikuláš. Je to pravostranný přítok Štiavnice, měří 2,3 km a je tokem IV. řádu. Teče na území NPR Jánska dolina v rámci NAPANTu.

## Pramen
Pramení v Nízkých Tatrách, kde teče v podcelku Ďumbierské Tatry v části Demänovské vrchy. Pramení na severním svahu vrchu Slemä (1 513,7 m n. m.) v nadmořské výšce přibližně 1 090 m n. m.

## Popis toku
Od pramene teče zprvu severozápadním směrem přes Stanišovskou dolinu, pod Stanišovským sedlem se pak stáčí západoseverozápadním směrem. Na dolním toku protéká krasovou oblastí a přechodně se ztrácí v podzemí. Jižně od obce Liptovský Ján, ve střední části Jánské doliny, se v nadmořské výšce cca 725 m n. m. vlévá do Štiavnice. V oblasti ústí na pravém břehu se nachází puklinově-říční Stanišovská jeskyně.